# Heraclides (fill d'Aristògenes)
Heraclides (llatí: Heracleides, en grec antic: Ἡρακλείδης) fou un comandant siracusà fill d'Aristògenes, que va ser un dels almiralls de l'esquadra de Siracusa que va cooperar amb els espartans i els seus aliats. Es va unir a Tisafernes a Efes just a temps per participar en la derrota dels atenencs dirigits per Tràsil l'any 409 aC.